# Генрі Гаккінен
Генрі Хяккінен  (фін. Henri Häkkinen, 16 червня 1980) — фінський стрілець, олімпійський медаліст.

## Виступи на Олімпіадах
| Олімпіада  | Дисципліна                                     | Місце |
| ---------- | ---------------------------------------------- | ----- |
| Пекін 2008 | пневматична гвинтівка, 10 м                    | 3     |
| Пекін 2008 | дрібнокаліберна гвинтівка, 50 м, три положення | 28    |
| Пекін 2008 | дрібнокаліберна гвинтівка, 50 м, лежачи        | 47    |